# Hoya whistleri
Hoya whistleri är en oleanderväxtart som beskrevs av Kloppenb.. Hoya whistleri ingår i släktet Hoya och familjen oleanderväxter. Inga underarter finns listade i Catalogue of Life.